# Глизе 317 b
Gliese 317 b — внесолнечная планета, расположенная примерно в 50 световых годах от земли в созвездии Компаса. В июле 2007 года сообщалось, что планета вращается вокруг красного карлика Глизе 317. Планета является газовым гигантом, вращается на расстоянии около 95 % расстояния между Землей и Солнцем. Период обращения составляет около 1,9 лет, что соответствует низкой орбитальной скорости 14,82 км /с.

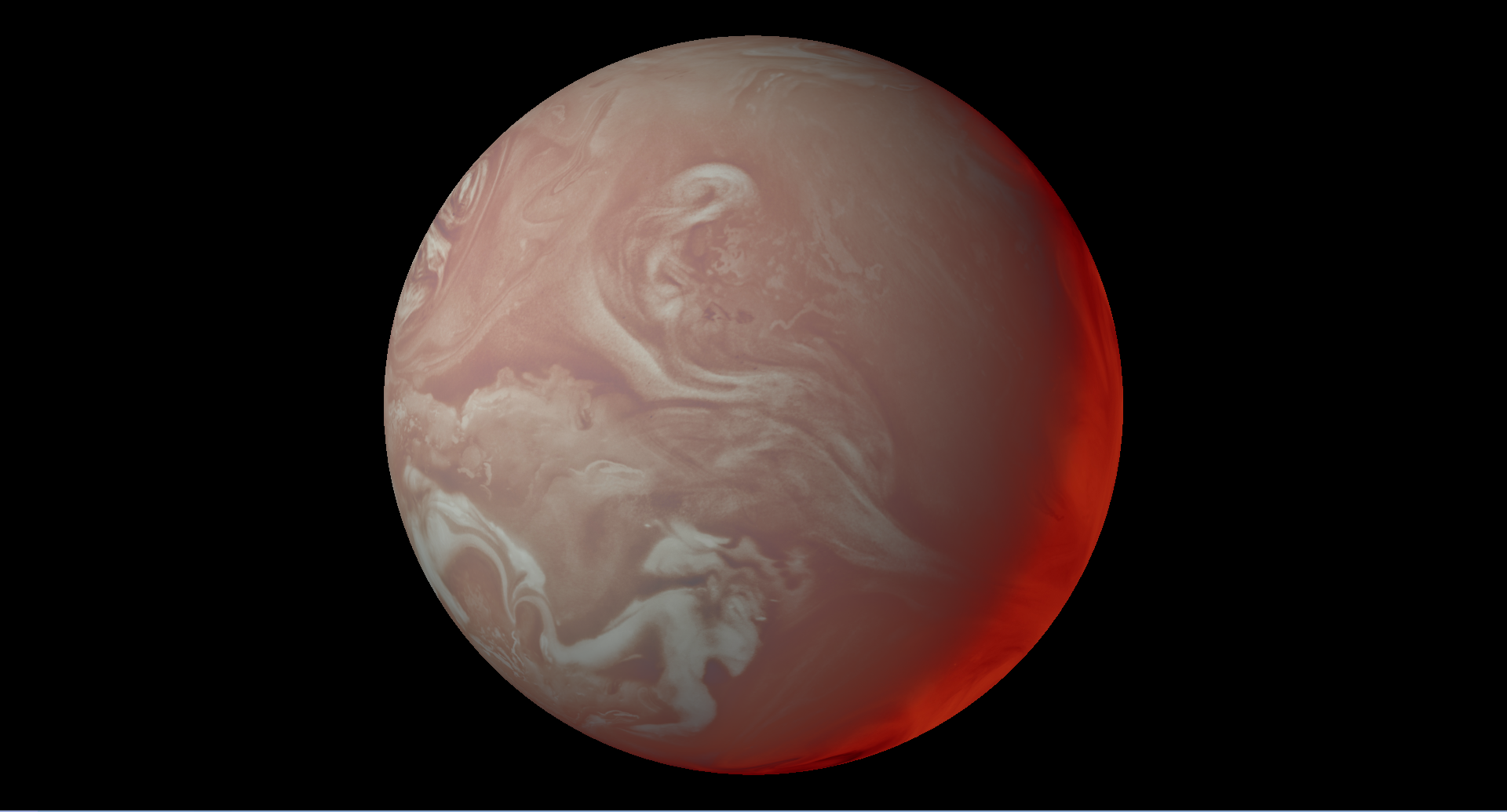